# Arden z Feversham
Arden z Feversham (ang. Arden of Faversham) – anonimowa tragedia obyczajowa z 1592 roku.

## Data powstania utworu
Arden z Feversham powstał w 1592 roku i w tym samym roku ukazał się drukiem. Jego autorstwo było przypisywane Thomasowi Kydowi i Christopherowi Marlowe'owi.

## Osoby
| Osoba               | Jej rola w dramacie                  |
| ------------------- | ------------------------------------ |
| Arden               | bogaty szlachcic                     |
| Franklin            | jego przyjaciel                      |
| Mosbie              | rzeźnik, kochanek żony Ardena        |
| Clarck              | malarz                               |
| Adam Fowl           | właściciel oberży Lilia andegaweńska |
| Bradshaw            | złotnik                              |
| Michał              | sługa Ardena                         |
| Green               | zubożały szlachcic                   |
| Ryszard Reed        | marynarz                             |
| Czarny Will         | morderca                             |
| Trzęsiwór           | morderca                             |
| Rzemieślnik         |                                      |
| Przewoźnik          |                                      |
| Burmistrz Feversham |                                      |
| Lord Cheiny         |                                      |
| Alicja              | żona Ardena                          |
| Zuzanna             | siostra Mosbiego                     |

## Treść

### Akt I

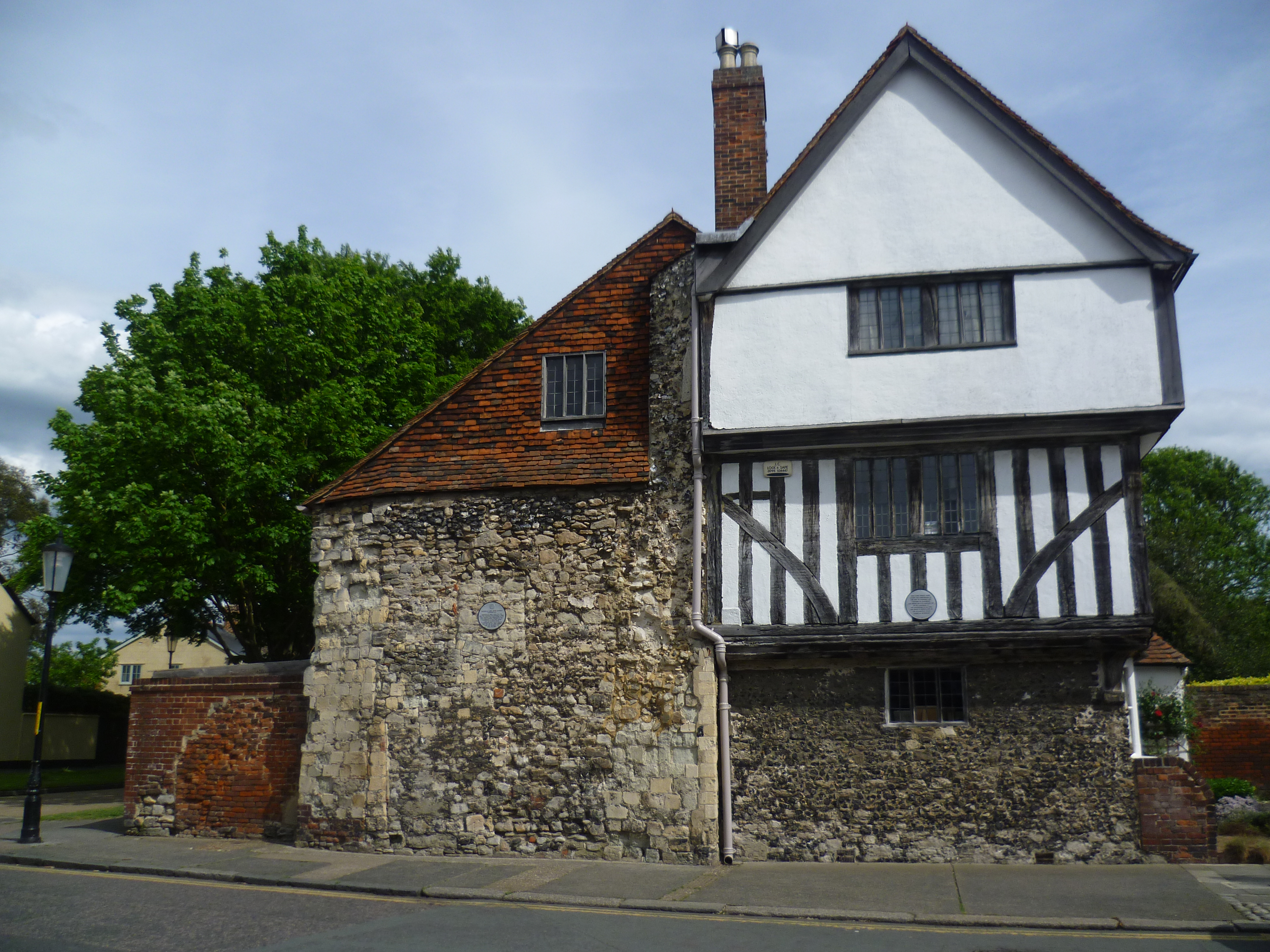
Dom Ardena. Faversham.

Arden niepokoi się tym, że żona go zdradza z Mosbiem, dawniej rzeźnikiem, a dziś ochmistrzem u lorda Clifforda. Jego przyjaciel Franklin doradza mu przezorność w postępowaniu. Uwiadamia go też o tym, że książę Somerset przekazał mu opactwo Feversham. Spotkawszy żonę, Arden wspomina, że w nocy wzywała Mosbiego, Alicja bagatelizuje jednak to zdarzenie, zapewniając męża o swej miłości. Po jego odejściu obiecuje służącemu męża, Michałowi, rękę Zuzanny siostry Mosbiego, w zamian za zamordowanie Ardena. Wzywa też przez oberżystę Mosbiego, który przyprowadza zdolnego truciciela, malarza Clarcka. Alicja dodaje otrzymaną od niego truciznę do potrawy. Arden jednak po pierwszym kęsie, poczuwszy się słabiej, i podejrzewając truciznę nie chce jeść dalej. Alicja oburza się na podejrzenia męża. W chwilę później Arden wyjeżdża wraz z Franklinem w interesach do Londynu, wyraziwszy całkowitą ufność w uczciwość żony i Mosbiego. Po jego odjeździe w domu Ardena zjawia się zubożały szlachcic Green, którego nadanie księcia Somerseta pozbawiło środków do życia. Alicja przedstawia męża jako okrutnika i obiecuje Greenowi jego majątek w zamian za zamordowanie męża. Następnie wspólnie z Mosbiem obiecuje Clarckowi rękę Zuzanny w zamian za namalowanie trującego krucyfiksu.

### Akt II
Green przy pomocy Bradshawa wynajmuje dwóch rzezimieszków Czarnego Willa i Trzęsiwora, którzy obiecują mu zabić Ardena przed domem Franklina. W decydującym momencie rzemieślnik zamykający okiennicę rani Willa w głowę i sposobna chwila do zabójstwa mija. Green, świadomy postawy Michała, zwraca się doń o pomoc. Ten obiecuje pozostawić na  noc drzwi do domu otwarte.

### Akt III
Pożądanie Zuzanny i obawa przed Czarnym Willem walczą w Michale z lojalnością względem pana. Na jego krzyk Arden i Franklin zrywają się ze snu. Przy okazji Franklin odkrywa, że drzwi są otwarte i je zamyka. Will i Trzęsiwór nadaremnie starają się dostać do domu Franklina i przysięgają Michałowi zemstę. Obudziwszy się rankiem, Arden pod wpływem niepokojącego snu prosi Franklina, by mu dzisiaj towarzyszył. Michał spotkawszy rzezimieszków twierdzi, że to Franklin przypadkowo zamknął drzwi i pokrzyżował wszystkim szyki. Zdradza jednak, że jego pan będzie się gościł w Raynum. Mosbie rozmyśla jak się pozbyć świadków ich knowań, a na ostatek Alicji. Alicja czuje wyrzuty sumienia. Dochodzi do kłótni między wspólnikami. Willowi i Trzęsiworowi, czekającym w zasadzce przy drodze staje tym razem na przeszkodzie niespodziewane zjawienie się lorda Cheiny. Obiecują Ardenowi śmierć w Feversham.

### Akt IV
Arden z Franklinem udają się do lorda Cheiny na wyspę Sheepy. Gdy docierają do przeprawy zapada tak gęsta mgła, że Will z Trzęsiworem nie są w stanie ich dostrzec. Po niepowodzeniu tej zasadzki Alicja obmyśla nową. Tymczasem Ardena zatrzymuje marynarz Ryszard Reed i prosi go oddanie mu pola, które tamten zabrał jego rodzinie. Arden odmawia mu twierdząc, że uczciwie je kupił. Rozgoryczony Reed przeklina go. Powracającego do domu Ardena witają całujący się Alicja i Mosbie. Arden wpada w gniew. W zamieszaniu, w którym Will i Trzęsiwór mieli go zabić, Arden rani Mosbiego. Alicja twierdzi, że swą podejrzliwością mąż zniweczył niewinny żart i zranił niewinnego człowieka. Arden, czując się winny udaje się do gospody, by przeprosić Mosbiego.

### Akt V
Pragnąca śmierci męża Alicja ukrywa Willa i Trzęsiwora w skarbczyku domowym, wysyła Greena, by zajął rozmową Franklina, a Mosbiego, by sprowadził męża. Po przyjściu do domu Arden zasiada z Mosbiem do kolacji i gry w kości, na umówiony znak Will i Trzęsiwór wyskakują z ukrycia, okręcają Ardenowi głowę ręcznikiem i obalają go na podłogę. Mosbie, Trzęsiwór i Alicja zadają mu śmiertelne ciosy. Ciało zabitego zostaje ukryte w skarbczyku. Will i Trzesiwór po odebraniu zapłaty uchodzą. Zuzanna i Alicja porządkują miejsce zbrodni przed spodziewanym nadejściem gości. Bradshaw, Oberżysta i Franklin pocieszają wyprowadzoną z równowagi Alicję, która niepokoi się, że mąż nie wraca. Po ich odejściu do drzwi domu dobijają się burmistrz i jego straż. Zuzanna i Mosbie wynoszą zwłoki tylnym wyjściem i porzucają w umówionym miejscu. Przy zwłokach zostają znalezione narzędzie zbrodni i obrus z domu Ardena, a na śniegu ślady prowadzące od zwłok do domu zmarłego. Alicja, Mosbie, Zuzanna, Michał i niewinny Bradshaw zostają oskarżeni o zbrodnię. Alicję, pokutującą za zabicie męża spalono, a pozostałych powieszono. W jakiś czas później zostali też ujęci Czarny Will i Trzęsiwór.

## Źródła dramatu
Temat tragedii został wzięty z Kroniki Holonsheda, opisującej autentyczny przypadek zamordowania znanego obywatela z miejscowości Faversham w hrabstwie Kent w 1551 roku.

## Analiza
Arden z Feversham jest pierwszą tragedię angielską, której temat został zaczerpnięty z codziennego życia. Tragedia żywo oddaje atmosferę życia warstw średnich. Sztuka jest nader prymitywna i surowa, napisana nieudolnie, topornym wierszem. Stanowi zapowiedź późniejszych, bardziej udanych tego typu utworów teatru elżbietańskiego i jakobickiego.